# دیرین‌آسیب‌شناسی

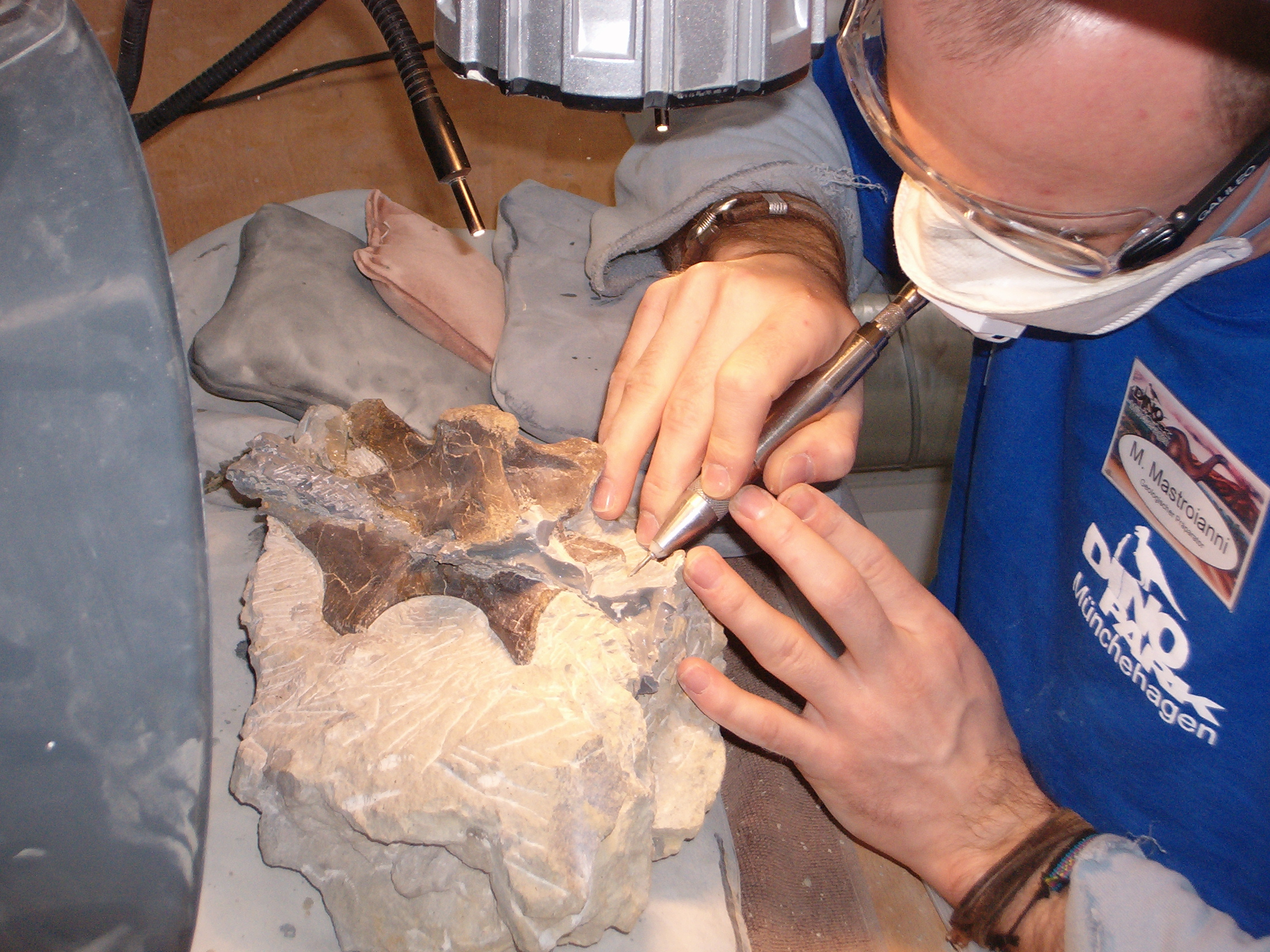
یک دیرین‌آسیب‌شناس در حال پژوهش بر روی یک سنگواره.

دیرین‌آسیب‌شناسی (palaeopathology) دانش شناخت بیماری‌ها، ناخوشی‌ها، معلولیت‌ها، زخم‌خوردگی‌ها، مصدومیت‌ها، و رژیم‌های غذایی و مانند اینها در جوامع باستانی از طریق انجام آزمایش‌های علمی بر روی بقایای انسانی و جانوری است.
دیرین‌آسیب‌شناسان میزان رشد استخوان‌ها، رسوب‌گیری بقایا، اثرات ضربه‌ها بر بقایا، و میزان فرسایش بر آن‌ها را بررسی می‌کنند و به نتایجی می‌رسند. برای نمونه جمع‌آوری استخوان‌های باقی‌مانده از یک محوطه باستانی می‌تواند برای دیرین‌آسیب‌شناس روشن کند که اهالی ساکن آن محوطه در دوران باستان از چگونه جانورانی تغذیه می‌کردند.
هم‌چنین بررسی ساختار استخوان‌ها می‌تواند برای دیرین‌آسیب‌شناس روشن کند که انسان یا حیوان مربوط چه مقدار تغذیه داشته و آیا دچار سوءتغذیه بوده‌است یا نه.